# Protestantyzm w Kanadzie

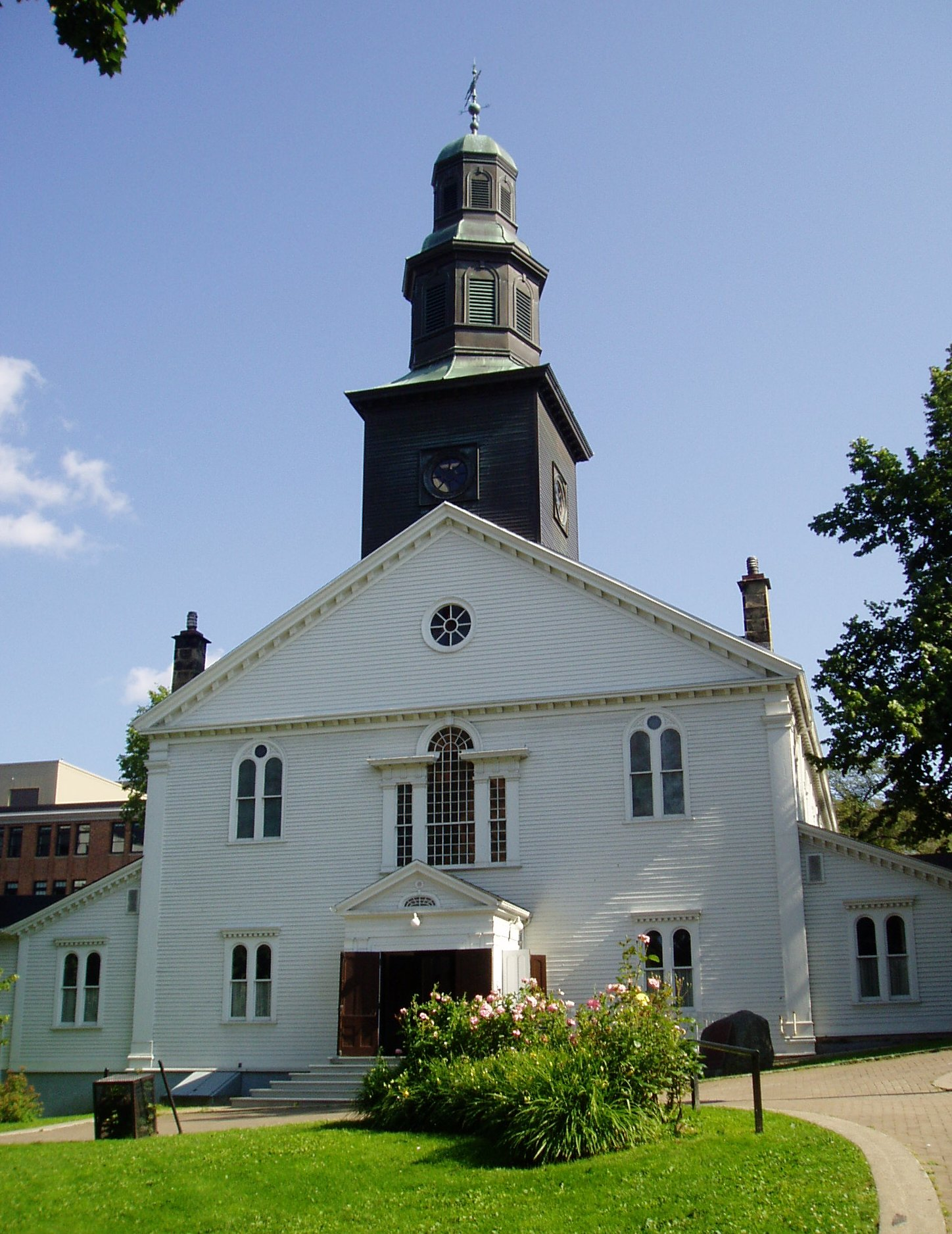
Kościół Św. Pawła. Najstarszy anglikański kościół (zbudowany w 1750 roku)

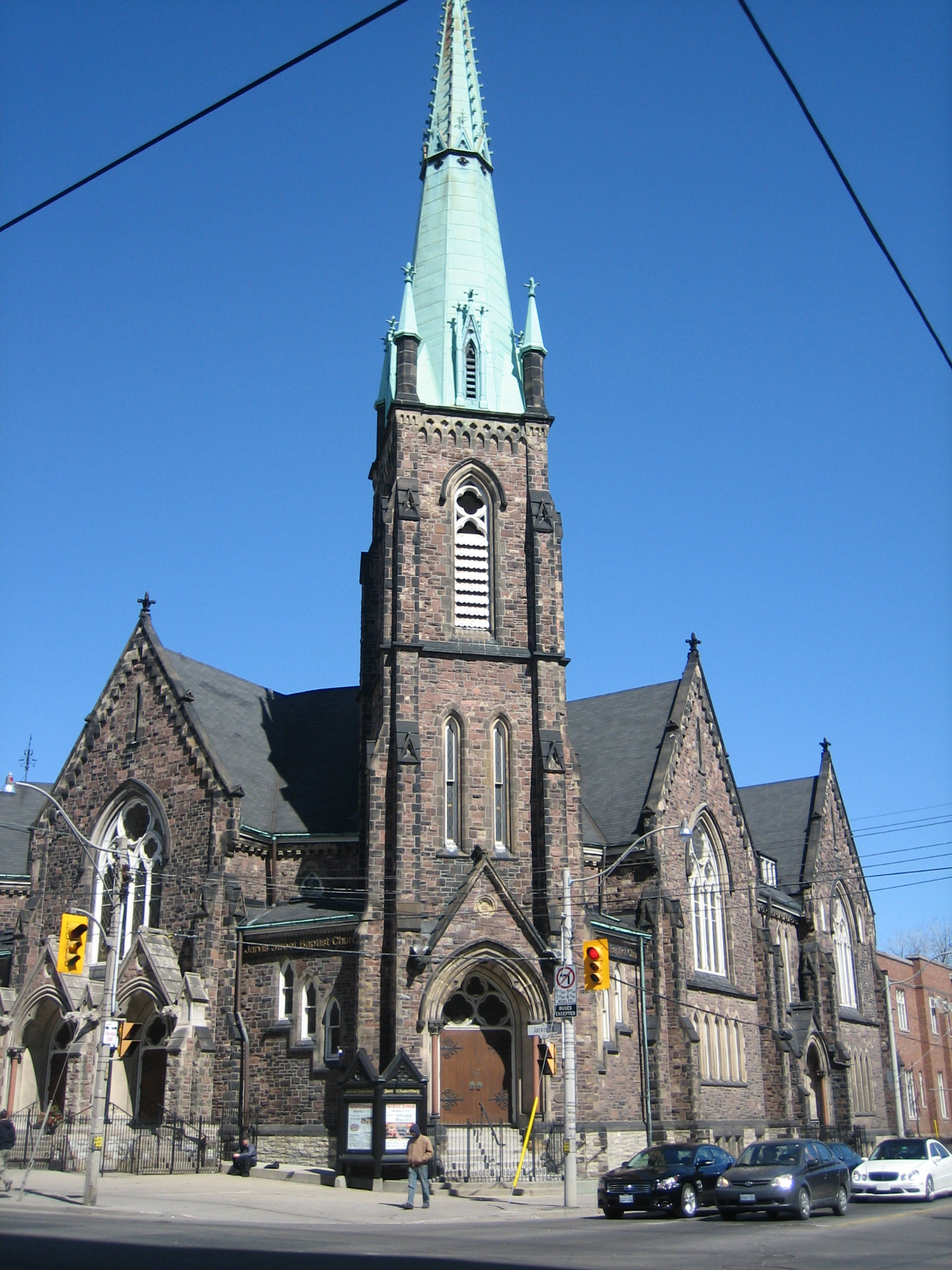
Kościół baptystyczny przy Jarvis Street w Toronto

Protestantyzm w Kanadzie – jest drugim co do wielkości kierunkiem religijnym w tym kraju, po katolicyzmie. Wyznawany przez 3,85 mln mieszkańców, obejmuje 11,4% społeczeństwa. Największe wyznania w obrębie protestantyzmu stanowią: Zjednoczony Kościół Kanady, anglikanizm, baptyzm, pentekostalizm, luteranizm, kalwinizm i metodyzm.

## Historia
Pierwsze duże społeczności protestanckie powstały w Maritimes (Nowa Fundlandia) po zdobyciu obszaru przez Brytyjczyków. Nie mogąc przekonać wystarczającej liczby brytyjskich imigrantów do osiedlania, rząd zdecydował się importować protestantów z Niemiec i Szwajcarii. Grupa znana była jako Protestanci Zagraniczni. Wysiłek ten okazał się sukcesem, gdyż do dziś region Southern Nova Scotia jest w dużej mierze luterański.
Rewolucja amerykańska przyniosła duży napływ protestantów do Kanady. Zjednoczone Imperium Lojalistów uciekając ze Stanów Zjednoczonych, przeniosło się w dużej mierze do Górnej Kanady. Składało się ono z kombinacji różnych grup chrześcijańskich głównie anglikanów, ale również prezbiterian i metodystów.
Chociaż początki anglikanizmu w Kanadzie sięgają drugiej połowy XVI wieku, pierwsza parafia Kościoła Anglii została założona przed 1698 rokiem w Nowej Fundlandii. Najstarszym kościołem anglikańskim w Kanadzie, który nadal istnieje, jest Kościół Świętego Pawła w Halifax, w Nowej Szkocji. Został założony przez gubernatora Nowej Szkocji w dniu 13 czerwca 1750.
Pierwszy kościół baptystyczny został założony w drugiej połowie XVIII wieku w Wolfville (Nowa Szkocja) przez ewangelistę Henry Alline. W 1995 roku w wyniku fuzji Canadian Baptist International Ministries (CBIM) i Canadian Baptist Federation (CBF) powstał największy związek wyznaniowy baptystów Kanadyjskie Duszpasterstwo Baptystyczne. Związek stowarzysza cztery regionalne konwencje baptystyczne w Kanadzie.
W 1925 roku utworzony został Zjednoczony Kościół Kanady i obecnie jest największą protestancką denominacją w kraju. Kościół powstał w wyniku połączenia kościołów kongregacjonalnych, metodystycznych i części prezbiteriańskich. Później dołączyła także Kanadyjska Konferencja Ewangelicka Zjednoczonych Braci.

## Statystyki
Największe denominacje protestanckie w Kanadzie, w 2010 roku, według Operation World:
| Kościół                                         | Liczba członków | Liczba wiernych | Procent ludności |
| ----------------------------------------------- | --------------- | --------------- | ---------------- |
| Zjednoczony Kościół Kanady                      | 562 162         | 1 248 000       | 3,68%            |
| Kościół Anglikański                             | 316 500         | 633 000         | 1,87%            |
| Zbory Zielonoświątkowe Kanady                   | 166 883         | 257 000         | 0,76%            |
| Kanadyjskie Duszpasterstwo Baptystyczne         | 120 000         | 204 000         | 0,6%             |
| Kościół Prezbiteriański w Kanadzie              | 104 790         | 175 000         | 0,52%            |
| Kościół Ewangelicko-Luterański                  | 118 705         | 165 000         | 0,49%            |
| Chrześcijański i Misyjny Sojusz                 | 65 330          | 152 220         | 0,45%            |
| Wspólnota Ewangelikalnych Zborów Baptystycznych | 58 100          | 87 150          | 0,26%            |
| Kościół Luterański Kanady                       | 53 556          | 72 300          | 0,21%            |
| Armia Zbawienia                                 | 21 471          | 71 500          | 0,21%            |
| Chrześcijański Kościół Reformowany              | 46 689          | 70 500          | 0,21%            |
| Kościół Adwentystów Dnia Siódmego               | 46 150          | 59 995          | 0,18%            |
| Bracia plymuccy                                 | 27 665          | 46 200          | 0,14%            |